# Ursula 1000
Ursula 1000, właściwie Alex Gimeno (ur. 1977 w Brooklynie) – amerykański multiinstrumentalista, DJ i producent muzyczny tworzący elektroniczną muzykę taneczną.

## Życiorys i twórczość

### Początki
Alex Gimeno  urodził się w 1977 roku w Brooklynie, a wychował się w Miami, gdzie jego ojciec grał w zespole flamenco Los Chavales De España. Młody Gimeno zetknął się z różnymi gatunkami muzycznymi, takimi jak: merengue, bossa nova, world music oraz egzotyczna muzyka lat 50. i 60. Zainspirowany tą różnorodnością już jako nastolatek zaczął kolekcjonować płyty. Studiował sztukę komercyjną i prowadził undergroundowy sklep z komiksami, po czym dołączył do lokalnego zespołu 23 jako perkusista. Kupił gramofony i mikser, nauczył się je obsługiwać, po czym zaczął występować jako DJ, zarówno w lokalnej stacji uniwersyteckiej, jak i w klubach nocnych w Miami. Po blisko dekadzie przeniósł się do Nowego Jorku, aby kontynuować karierę miksera i producenta.

### Kariera muzyczna
Z biegiem lat zrealizował również własne produkcje. W 1999 roku nagrał najlepsze z nich na taśmie i wysłał do ESL Music należącej Thievery Corporation. Nagrania wywarły wrażenie na szefach wytwórni, którzy jeszcze w tym samym roku wydali jego debiutancki album, The Now Sound of Ursula 1000. Muzycznie stanowił on mieszankę lounge, disco i tropikalnej odmiany chilloutu. Wytwórnia ESL Music wydała również jego kolejne albumy studyjne, aż do Mondo Beyondo z 2011 roku. W 2014 roku artysta zmienił swój pseudonim na Quentin Quatro, założył również własną wytwórnię Insect Queen Music, wydając pod jej szyldem EP The Disco Quatro. W 2015 roku powrócił do pseudonimu Ursula 1000 wydając swoje kolejne albumy: Voyeur, Galleria oraz Esoterique.
Oprócz nagrywania własnych utworów realizował również remiks dla takich artystów jak: Felix da Housecat, The Pinker Tones, Thunderball, Federico Aubele i Mocean Worker.

### Pseudonim artystyczny
W wywiadzie dla Planet Interview stwierdził, że jego pseudonim nawiązuje ogólnie do imienia aktorek: Ursuli Andress, Uschi Glas lub Uschi Nerke. Wybór właściwej wersji pozostawił swoim fanom.

## Dyskografia
Na podstawie strony artysty na Discogs:

### Albumy studyjne
- The Now Sound Of Ursula 1000 (1998; 1999)
- Kinda’ Kinky (2002)
- Here Comes Tomorrow (2004)
- Mystics (2009)
- Mondo Beyondo (2011)
- Voyeur (2015)
- Galleria (2017)
- Esoterique (2019)

### EP-ki
- The Very Leggy E.P. (1999)
- Rennsport Split EP (1999) ze Stereo de Luxe
- The Shake E.P. (2000)
- Beat Box Cha-Cha E.P. (2001)
- Boop (2006)
- Zombies Remixes (2009)
- Rocket (2009)
- Clap Your Hands EP (2015)
- Blast Off! EP (2015) z Lady Bunny
- Dancing Underground/Tropical Intention EP (2016)
- Fiorucci (2017)
- Stand Up Straight (2017) z  Salvatore Principato
- Bass Rock Remixedt (2020)

### Kompilacje
- Undressed ...Remixed (2008)

### Miksy didżejskie
- All Systems Are Go Go (2000)
- Ursadelica (2004